# 443 (tal)
443 är det naturliga talet som följer 442 och som följs av 444.

## Inom vetenskapen
- 443 Photographica, en asteroid.

## Inom matematiken
- 443 är ett udda tal.
- 443 är ett primtal.[1]